# 清源文庙
清源文庙，位于山西省清徐县的一座文庙。其大成殿是珍贵的金代遗物。
文庙建筑群坐北朝南，分三进院落。大成殿建于金泰和三年（1203年）。